# Língua angami
Angami (ou  Gnamei, Ngami, Tsoghami, Tsugumi, Monr, Tsanglo, Tenyidie) é uma língua Angami falada nas Colinas Naga no distrito de Kohima, Nagaland, extremo nordeste da Índia. Os que a usavam como primeira língua eram cerca de 125 mil em 2009. Conforme a classificação UNESCO – “Language Vitality and Endangerment”, o Angami é classificado como idioma vulnerável, sendo falado pela maioria das crianças da etnia, mas de forma "restrita a certos domínios".

## Dialetos
São diversos os dialetos Angami, tais como o Khonoma e Tenyidie - Kohima (de Kohima, capital de Nagaland), este o de mais prestígio. 
Os demais, conforme Ethnologue, são:
- Dzuna
- Kehena
- Chakroma (Angami Oeste)
- Mima
- Nali
- Mozome
- Tengima (Kohima)

O Tengima (Kohima) é aquele considerado como padrão. Chokri e Naga Khezha asão os mais orientais que têm seus próprio sub-dialetos. Os mais meridionais, Viswemal e Jakhama, não são inteligíveis com os demais..

## Escrita
A língua Angami usa o alfabeto latino numa forma sem as letras F, Q, X, nem o 'H “isolado”. São 49 símbolos que incluem as demais 21 letras, encontros consonantais e letras com diacríticos.